# Learjet 31
Bei dem vom kanadischen Hersteller Bombardier Aerospace gebauten Learjet 31 handelt es sich um ein zweistrahliges Learjet-Geschäftsreiseflugzeug in Tiefdeckerauslegung. Das Flugzeug verfügt über ein Zwei-Personen-Cockpit und über eine Kabine für bis zu neun Passagiere, die in der Sitzanordnung 1+1 untergebracht sind.
Der Erstflug der Vorserienmaschine, einer umgebauten Learjet 35, fand am 11. Mai 1987 statt. Rumpf und Antrieb der Modellreihe 35/36 wurde mit den Longhorn-Tragflächen der Modelle 28/29 kombiniert. Das Ergebnis waren beeindruckende Flugleistungen, wie zum Beispiel die Dienstgipfelhöhe von 51.000 Fuß (15.500 m).
Die Version Learjet 31A wurde im Oktober 1990 angekündigt. Gegenüber dem Learjet 31 gab es einige wesentliche Änderungen, so die Erhöhung der Reisegeschwindigkeit, ein digitales Avionik-System mit EFIS von AlliedSignal (heute Honeywell) und ein dadurch verändertes Armaturenbrett-Layout. Das Bugrad wurde von einem Steer-by-Wire-System gesteuert. Die Windschutzscheibe konnte elektrisch beheizt werden. 2000 erfolgte eine nochmalige Überarbeitung: Start- und Landegewicht wurden angehoben, die Triebwerke erhielten eine digitale Steuerung (EICAS), die Schubumkehr wurde nun serienmäßig eingebaut und die Klimaanlage in zwei Zonen für Cockpit und Kabine eingeteilt.
Es wurde auch eine Learjet 31ER mit vergrößerter Reichweite hergestellt.
Im Oktober 2003 wurde nach 246 gebauten Learjet 31, davon 212 Learjet 31A, die letzte Maschine ausgeliefert.
Die Abkürzung laut ICAO-Dokument 8643 ist für alle Varianten LJ31.

## Technische Daten
| Kenngröße                     | Daten                                     |
| ----------------------------- | ----------------------------------------- |
| Besatzung                     | 2                                         |
| Passagiere                    | max. 9                                    |
| Länge                         | 14,84 m                                   |
| Spannweite                    | 13,35 m                                   |
| Höhe                          | 3,75 m                                    |
| Kabinenvolumen                | 7,7 m³                                    |
| max. Startmasse               | 8.029 kg                                  |
| Höchstgeschwindigkeit         | 0,85 Mach                                 |
| optimale Reisegeschwindigkeit | Mach 0,73                                 |
| Dienstgipfelhöhe              | 15.545 m                                  |
| Reichweite                    | 2.889 km                                  |
| Triebwerke                    | zwei Honeywell TFE731-2-3B zu je 15,56 kN |